# Artur Enășescu
Artur Enășescu  (n. 12 ianuarie  1889, Botoșani  - d. 4 decembrie 1942, București) a fost un  poet și jurnalist român.

## Cariera jurnalistică și literară
În anul 1914  Artur Enășescu este redactor la Epoca. În timpul Primului Război Mondial  se află pe front. Publică articole și amintiri de război în ziarul botoșănean Îndrumarea, versuri și cronică literară în  Junimea Moldovei de Nord, Luceafărul, unde era și redactor, Răsăritul din Chișinău și  Cuvântul liber din București. Publică  de asemenea în Universul literar și devine colaborator la  Rampa, Propilee literare, Familia.
În anul 1927, Societatea Scriitorilor Români îi acordă  premiul Ion Pavelescu pentru sonetul Afrodita.

## Opera

### Volume de versuri
- Pe gânduri, București, 1920;
- Revolta zeului, prefață de Ștefania Stâncă, București, 1946;
- Poezii, ediție îngrijită și prefață de Mihail Straje, introducere de Radu Boureanu, București, 1968.

## Moștenirea
Opera lui Artur Enășescu a fost valorificată de posteritate, multe din poemele lui devenind texte de pricesne sau de romanțe.